# Bianco di Custoza (DOC)
Le Bianco di Custoza est un vin blanc italien de la région Vénétie doté d'une appellation DOC depuis le 8 février 1971. Seuls ont droit à la DOC les vins blancs récoltés à l'intérieur de l'aire de production définie par le décret.

## Aire de production
Les vignobles autorisés se situent en province de Vérone dans les communes Bussolengo, Castelnuovo del Garda, Lazise, Pastrengo, Peschiera del Garda, Sommacampagna, Valeggio sul Mincio et Villafranca di Verona. La superficie de production théorique est de 857 hectares provenant de vignes poussant au bord du lac de Garde. La zone se recoupe avec la zone de production du Bardolino

## Caractéristiques organoleptiques
- couleur : jaune paille
- odeur : délicat, fleurs fraîches
- saveur : vineux, légèrement aromatique

Le Bianco di Custoza  se déguste à une température de 8 à 10 °C. À boire jeune, il se conservera 1 à 2 ans en cave.

## Production
Province, saison, volume en hectolitres :.
- Verona  (1990/91)  82 089,24
- Verona  (1991/92)  88 936,69
- Verona  (1992/93)  93 703,87
- Verona  (1993/94)  96 504,46
- Verona  (1994/95)  102 618,0
- Verona  (1995/96)  103 412,0
- Verona  (1996/97)  114 151,36